# Přírodní park Hrádeček
Přírodní park Hrádeček byl založen k 17. dubnu 2000 a rozkládá se na západ od okresního města Trutnov a mezi vsí Hertvíkovice a obcí Vlčice. Park je obklopen několika vrchy – Vlčí skála (587 m), Pekelský vrch (583 m), Havran (564 m) a Skalka (550 m). Na území přírodního parku se nachází zřícenina hrádku Břecštejn.

## Dopravní dostupnost
Území přírodního parku je částečně obkrouženo silnicí I/14. Pro pěší je přírodní park přístupný po modré turistické značce a severní hranicí parku prochází také zelená značka.

## Kontroverze
Přibližně v roce 2019 ohlásila herečka a manželka Václava Havla Dagmar Havlová svůj záměr postavit poblíž exprezidentovy chalupy v osadě Hrádeček hotelový komplex Hrádeček Resort, což se setkalo s nesouhlasem části veřejnosti a příslušných úředních autorit.